# Hurricanes de Miami

La mascotte, Sebastien the Ibis.

Les Hurricanes de Miami (en anglais : Miami Hurricanes), également connus sous les dénominations The U, UM, ou The Canes, sont un club omnisports universitaire qui se réfère aux 16 équipes sportives tant féminines que masculines représentant l'université de Miami et participant aux compétitions organisées par la National Collegiate Athletic Association au sein de sa Division I.
Ses équipes évoluent au sein de l'Atlantic Coast Conference (AAC) depuis 2004 après avoir été membres de la Big East Conference dès 1991, son équipe de baseball ayant été indépendante pendant cette période.
L'université se situe à Coral Gables dans l'État de Floride aux États-Unis.
La plus fameuse équipe des Hurricanes est celle de football américain laquelle a remporté cinq titres nationaux (1983, 1987, 1989, 1991 et 2001). Elle dispute ses rencontres à domicile au Hard Rock Stadium situé à Miami Gardens. Vinny Testaverde (1986) et Gino Torretta (en) (1992) ont remporté le trophée Heisman. Des dizaines de  ses joueurs ont excellé dans la National Football League (NFL), et onze à ce jour ont été intronisés au Pro Football Hall of Fame : Jim Otto en 1980, Ted Hendricks en 1990, Jim Kelly en 2002, Michael Irvin en 2007, Cortez Kennedy en 2012, Warren Sapp en 2013, Ray Lewis en 2018, Ed Reed en 2019, Edgerrin James en 2020 ainsi que Devin Hester et Andre Johnson en 2024.
Son équipe de baseball a remporté quatre titres nationaux (en 1982, 1985, 1999 et 2001). Pour l'ensemble des disciplines sportives pratiquées, les équipes des Hurricanes ont remporté un total de 21 titres nationaux en plus de 83 titres nationaux en individuel.
La mascotte de l'université est un ibis blanc surnommé Sebastian the Ibis. Il a été choisi comme mascotte car il est généralement le dernier animal à fuir un ouragan et le premier à réapparaître après la tempête, ce qui en fait un symbole de leadership et de courage. Le logo de l'université est la lettre « U ». Sa fanfare est dénommée la Band of the Hour.

## Sports représentés
| Hommes (7)                                  | Femmes (9)        |
| ------------------------------------------- | ----------------- |
| Athlétisme †                                | Aviron            |
| Baseball                                    | Basketball        |
| Basketball                                  | Cross country     |
| Cross country                               | Football (soccer) |
| Football américain                          | Golf              |
| Plongeon                                    | Natation          |
| Tennis                                      | Plongeon          |
|                                             | Tennis            |
|                                             | Volley-ball       |
| † – Athlétisme en salle et/ou en plein air. |                   |

## Football américain
Désignés champions à dix reprises par des agences de cotation majeures, les Hurricanes ne reconnaissent officiellement que cinq de ces titres soit au terme des saisons 1983, 1987, 1989, 1991 et 2001, saisons où ils ont été classés 1er du classement final de l'Associated Press (AP), les titres non réclamés étant au terme des saisons 1986, 1988, 1990, 2000, 2002.
Les Hurricanes ont remporté neuf titres de conférence dont trois à égalité(†) soit en 1991, 1992, 1994, 1995†, 1996†, 2000, 2001, 2002 et 2003†.
Ils n'ont par contre remporté qu'un titre de division soit celle de la division  Coastal de l'Atlantic Coast Conference en 2017.
Miami a participé à 44 bowls universitaires, en a remporté 19 pour 25 défaites. 
Les Hurricanes ont connu 23 entraîneurs principaux depuis la saison 1926, le dernier en date étant Mario Cristobal (en) depuis la saison 2022.
À ses débuts, les Hurricanes de Miami jouaient au Tamiami Park (en), parc urbain public dans la région métropolitaine de Miami, et plus tard, à Moore Park, autre parc urbain situé dans le quartier Allapattah de Miami. En 1937, ils déménagent au Miami Orange Bowl où ils jouent sans discontinuer pendant septante ans. Démoli après la saison 2007, l'université de Miami signe un contrat de 25 ans pour jouer au Hard Rock Stadium dès 2008. Le stade est situé à Miami Gardens en Floride, et est situé approximativement à 35 km au nord du campus principal de l'université de Miami situé à Coral Gables. Le Hard Rock Stadium est également le stade utilisé par les Dolphins de Miami, franchise de la National Football League.

Stades utilisés par les Hurricanes
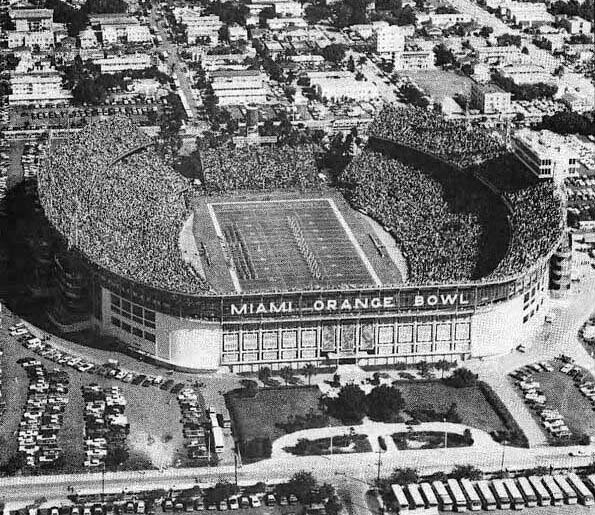
Le Miami Orange Bowl, de 1937 à 2007
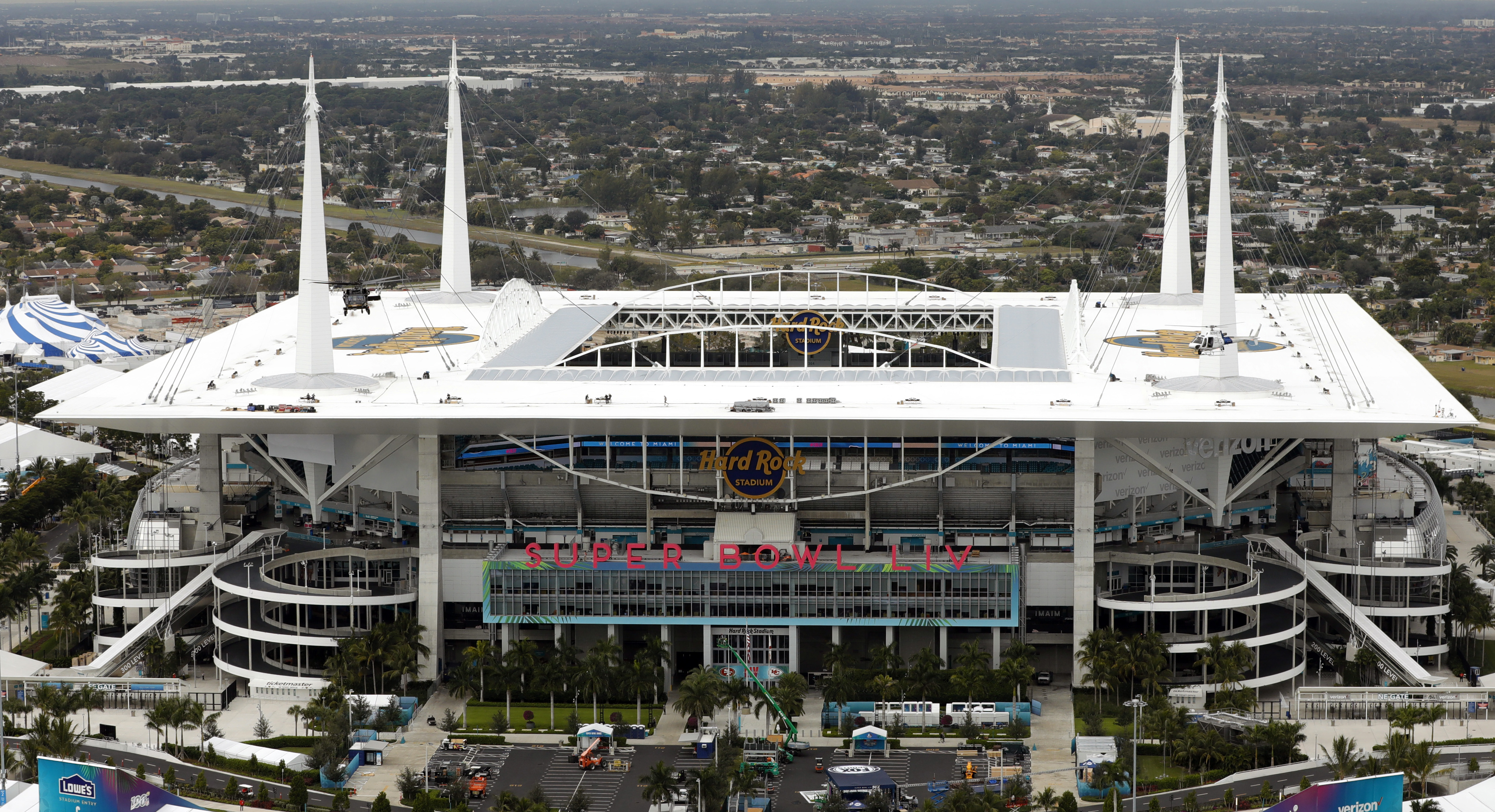
Le Hard Rock Stadium , depuis 2008.

## Baseball
L'équipe de baseball des Hurricanes a remporté quatre titres nationaux (College World Series) : 1982, 1985, 1999 et 2001.

## Basket-ball
En 2023, l'équipe masculine des Hurricanes participe pour la première fois au Final Four du tournoi final NCAA. Ils sont éliminés en demi-finale par les Huskies du Connecticut.

## Rivalités
Les Hurricanes entretiennent des rivalités avec  :
- Gators de la Floride
- Seminoles de Florida State
- Cardinales de Louisville
- Cornhuskers du Nebraska
- Fighting irish de Notre Dame
- Hokies de Virginia Tech